# Geoökonomie

Chinesische Geoökonomie: die Neue Seidenstraße

Geoökonomie (auch: Geo-Ökonomie) kann als die staatliche Anwendung wirtschaftlicher Macht zur Erreichung globaler geopolitischer Interessen verstanden werden. Eine einheitlich anerkannte Definition existiert jedoch noch nicht, da es sich um einen neueren Begriff aus den Internationalen Beziehungen und der Politischen Ökonomie handelt.
Geoökonomische Mittel des Staates zur Erreichung globaler Machtambitionen sind vielfältig und reichen von Handels- und Investitionsmaßnahmen, über die Kontrolle der Finanz- und Währungspolitik oder den Zugang zu Energie und Ressourcen bis hin zur Bereitstellung von Entwicklungshilfe oder digitaler Infrastruktur.
Geoökonomische Ansätze werden häufig zur Analyse von außenpolitischen Strategien mächtiger Staaten genutzt. So kann beispielsweise der 1974 geschlossene Vertrag zwischen Saudi-Arabien und den USA zur Etablierung des sogenannten „Petrodollars“ als zentrale geoökonomische Säule der US-Hegemonie im globalen Finanz- und Währungssystem angesehen werden. China gilt ebenso als relevanter geoökonomischer Akteur, insbesondere seit Beginn des globalen Infrastrukturprojektes „Neue Seidenstraße“ und dem Einstieg in die weltweite Hafen- und Transportindustrie. Auch die Debatte rund um die Beteiligung von Huawei am Ausbau der 5G-Netze in europäischen Staaten ist geoökonomischer Natur.

## Definition
Das Phänomen wurde in den 1990er Jahren erstmals vom US-amerikanischen Militärstrategen Edward Luttwak definiert.

„Dieser Neologismus beschreibt [...] am besten die Verbindung der Logik des Konflikts mit den Methoden des Handels oder - wie Carl von Clausewitz es geschrieben hätte - die Logik des Krieges in der Grammatik der Handels“

Diese Logik des Konfliktes folgt – vereinfacht ausgedrückt – einem Nullsummenspiel, bei dem des einen Seite Gewinn gleichermaßen des Anderen Verlust bildet (= Nullsumme). Diese Logik auf den globalen Handel angewandt beschreibt demnach jene Wirtschafts- und Handelspolitik, die ausschließlich den eigenen staatlichen Interessen nach Machterhalt und -vergrößerung dienen und in direkter Rivalität zu anderen Staaten bzw. ohne Rücksicht auf deren Verluste durchgesetzt werden.

## Hintergrund
Liberale Theoretiker der Internationalen Beziehungen beschreiben die vielschichtigen Interaktionen zwischen den Akteuren einer globalisierten Welt als „networks of interdependence“ (deutsch: „Netzwerke der Verflechtung/Interdependenz“). Keohane und Nye argumentieren, dass die fortschreitende Globalisierung zu einer wachsenden gegenseitigen Abhängigkeit zwischen den Staaten in den Bereichen Wirtschaft, Technologie, Sicherheit und Politik führe. Diese Verflechtung resultiert unter anderem darin, dass staatliche Zwangs- oder Repressionsmaßnahmen gegenüber anderen Staaten ineffektiver werden, da beide Seiten von den Maßnahmen betroffen sind. Anne-Marie Slaughter erweitert dieses Verständnis mit der Annahme, internationale Netzwerke wären durch die Globalisierung verstärkt dezentralisiert und fragmentiert, wodurch das metaphorische Schachbrett der Geopolitik sich zu einem Netz globaler Verknüpfungen wandle und kooperative Diplomatie wahrscheinlicher mache. Daher ginge es laut Slaughter in den Internationalen Beziehungen des 21. Jahrhunderts mehr um die Frage „Macht mit“ anstatt „Macht über“.

## Verflechtung als Waffe
Auch Farrell und Newman, zwei wichtige Vertreter der Geoökonomie, erkennen die Existenz und Relevanz internationaler Netzwerke grundsätzlich an. Sie beschreiben diese in der Theorie als Zweiklang aus Knoten und Verbindungen. Im Gegensatz zu den liberalen Theoretikern sehen sie diese Netzwerke jedoch verstärkt aus einer kritisch-strukturalistischen Perspektive, beeinflusst durch die neorealistische Theorie der Internationalen Beziehungen. In diesem Kontext verweisen die Wissenschaftler auf bestehende Machtasymmetrien in den Netzwerken, die dazu führen, dass mächtige Staaten die Kontrolle über wichtige Knotenpunkte der Netzwerke („Chokepoints“) erhalten. Die Macht über diese zentralen Knotenpunkte des internationalen Wirtschafts- und Finanzsystems kann von den kontrollierenden Staaten zur Durchsetzung eigener Interesse und zum Nachteil aller anderen Staaten ausgenutzt werden. Diesen Mechanismus bezeichnen Farrell und Newmann als „weaponized interdependence“ (deutsch: Verflechtung als Waffe).
Das Aufdecken flächendeckender Überwachung und Spionage von US-amerikanischen und britischen Geheimdiensten durch Edward Snowden zeigt die Bedeutung und Dynamik, der von Farrel und Newman beschriebenen weaponized interdependence. Mithilfe der Kontrolle über die globalen Internetkabel (=chokepoint) war es den USA überhaupt erst möglich, die weitreichende Telefon- und Internetüberwachung umzusetzen.

## Deutsche Positionierung
Im Rahmen des  Außenwirtschaftstags 2025 der Agrar- und Ernährungswirtschaft hat Außenminister Johann Wadephul (CDU) im Weltsaal des Auswärtigen Amts in Berlin eine geoökonomisch ausgerichtete Außenpolitik vorgestellt, die Handels- und Sicherheitsinteressen systematisch verzahnt, wobei er die enge Verflechtung deutlich machte, in dem er mit Landwirtschaftsminister Alois Rainer (CSU) auf eine ressortübergreifende Strategie setzt, die deutsche Agrarinteressen global absichern soll – mit dem erklärten Ziel, wie Wadephul betonte, dass „jedes Handelsabkommen die Chance [bietet], das Regelwerk des Welthandels zu formen und unseren Unternehmen neue Märkte zu erschließen.“